# ペーザロ・エ・ウルビーノ県

ペーザロ・エ・ウルビーノ県
Provincia di Pesaro e Urbino
Pesaro Palazzo Provincia.JPG

ペーザロ・エ・ウルビーノ県（ペーザロ・エ・ウルビーノけん、イタリア語: Provincia di Pesaro e Urbino）は、イタリア共和国マルケ州に属する県の一つ。ペーザロとウルビーノがともに県都とされる。最大の都市はペーザロ。

## 地理

### 位置・広がり

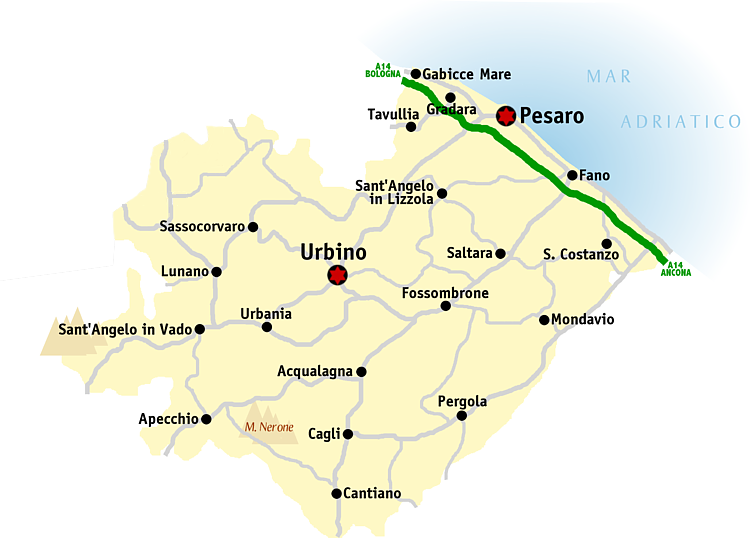
ペーザロ・エ・ウルビーノ県概略図

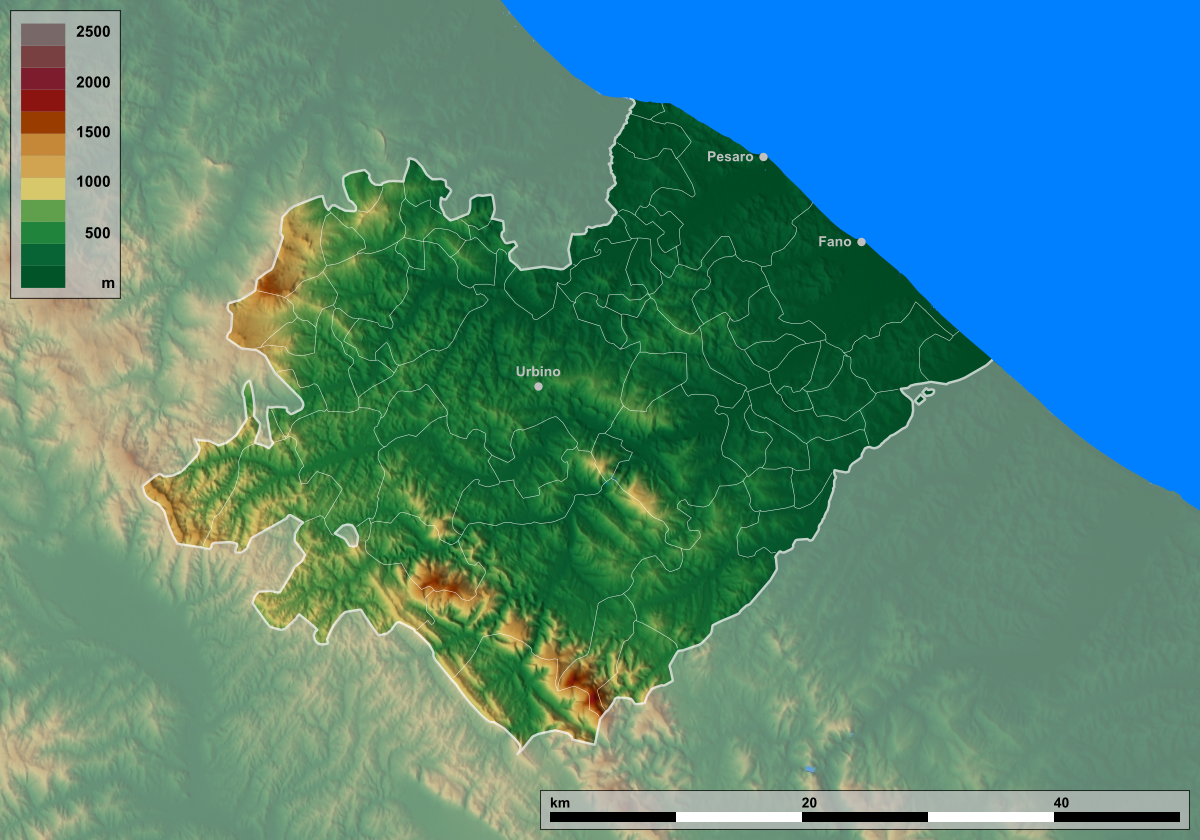
ペーザロ・エ・ウルビーノ県の地勢

マルケ州最北部に位置する県で、東にアドリア海に面し、北にエミリア＝ロマーニャ州およびサンマリノ共和国、西にウンブリア州およびトスカーナ州と接する。

隣接する国・県は以下の通り。
- リミニ県（エミリア＝ロマーニャ州） - 北
- サンマリノ共和国 - 北
- アンコーナ県 - 南東
- ペルージャ県（ウンブリア州） - 南
- アレッツォ県（トスカーナ州） - 西
- フォルリ＝チェゼーナ県（エミリア＝ロマーニャ州） - 北西

### 主要な都市・集落
2001年の国勢調査に基づく居住地区（Località abitata）別人口統計によれば、人口6000人以上の都市・集落は以下の通り。（　）内は所属コムーネ（自治体）名を示すが、都市名と同一の場合は省いた。
- ペーザロ - 75,720人
- ファーノ - 38,061人
- フェルミニャーノ - 6,442人
- ウルビーノ - 6,369人
- フォッソンブローネ - 6,363人
- MAROTTA （モンドルフォ） - 6,210人

- ペーザロ
- ファーノ
- フェルミニャーノ
- ウルビーノ

## 歴史

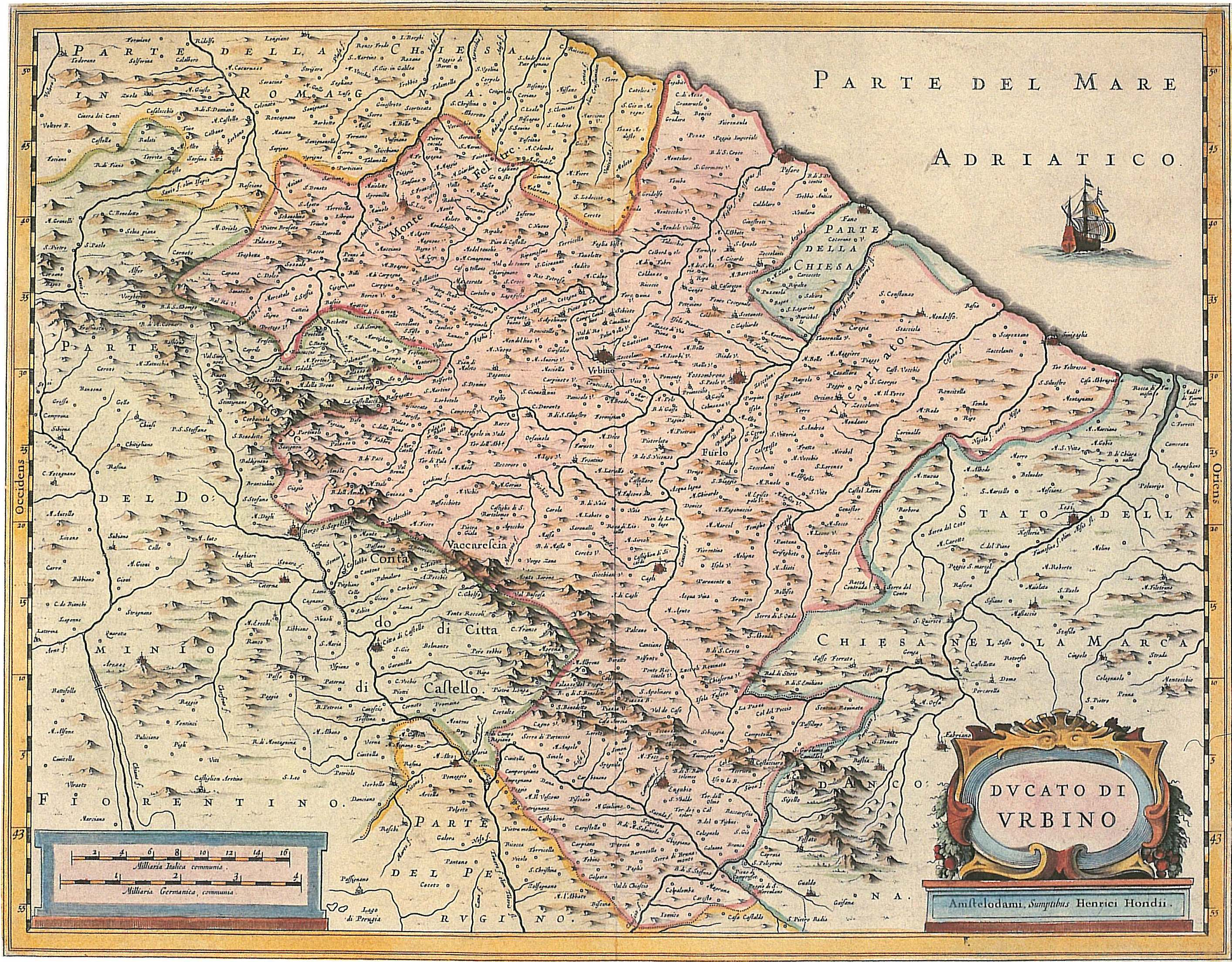
ウルビーノ公国（1635年発行の地図）

中世には、ウルビーノを中心とするウルビーノ公国が周辺一帯を治めていた。ウルビーノ公国は、1523年にペーザロに都を移した。1631年、ウルビーノ公国は教皇領（教皇国家）に編入され、その一行政区となった。1816年、教皇国家が行政区画を再編した際、ウルビーノ・エ・ペーザロ管区 (it:Delegazione apostolica di Urbino e Pesaro) が置かれた。
1860年のイタリア統一に際し、ペーザロ・エ・ウルビーノ県 (Provincia di Pesaro e Urbino) が設置された。
2009年に、カステルデルチ、マイオーロ、ノヴァフェルトリア、ペンナビッリ、サン・レーオ、サンターガタ・フェルトリア、タラメッロの7コムーネ（328 km²）が、エミリア＝ロマーニャ州リミニ県所属に移された (it:Variazioni territoriali e amministrative delle Marche#2009) 。

## 行政区画

### コムーネ

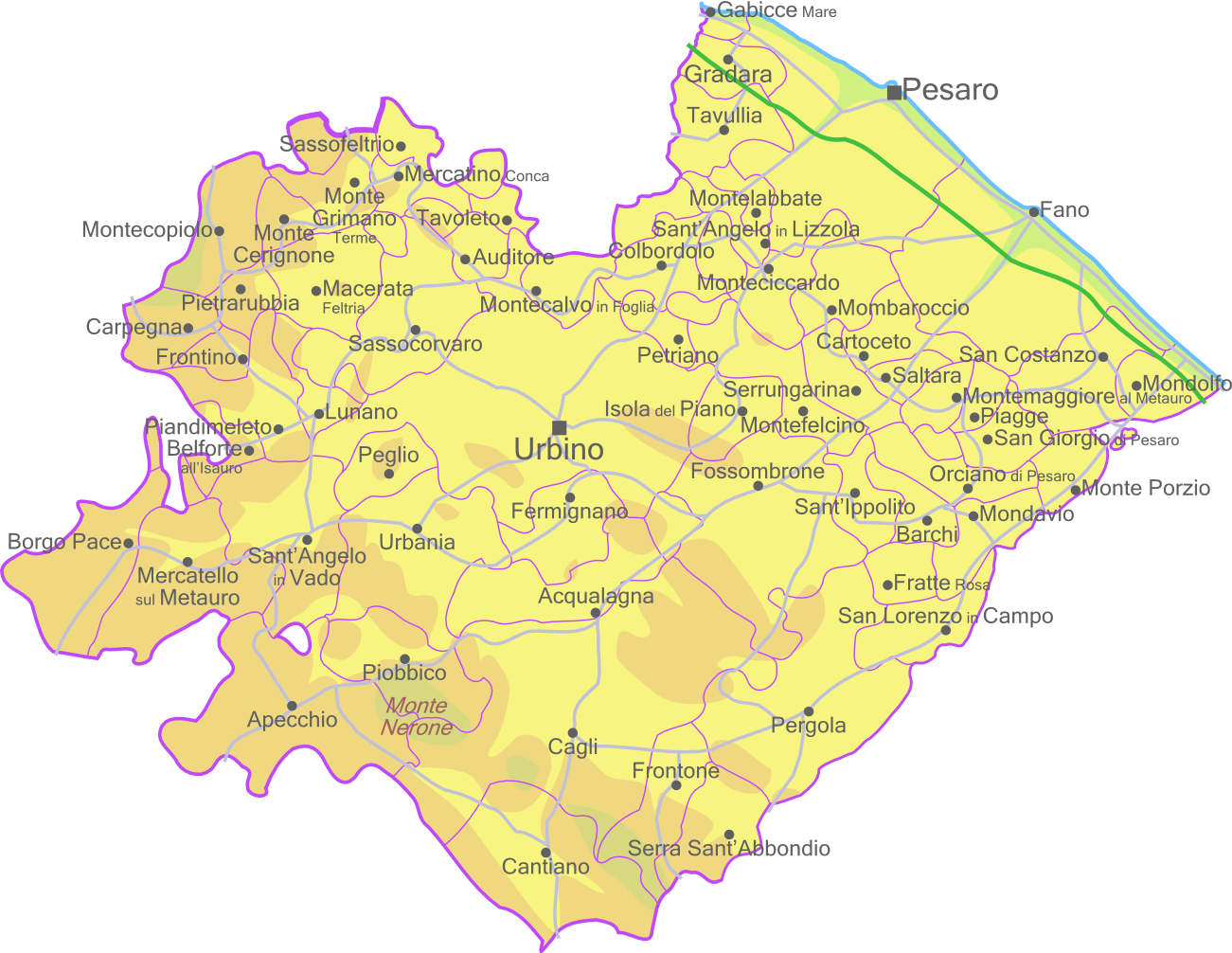
ペーザロ・エ・ウルビーノ県のコムーネ

ペーザロ・エ・ウルビーノ県には50のコムーネが属する。主要なコムーネ（人口上位10位）は下表の通り。左端の数字はISTATコードを示す。人口は2023年1月1日現在
| コード | 自治体名               | 人口   |
| ------ | ---------------------- | ------ |
| 041044 | ペーザロ               | 95,620 |
| 041013 | ファーノ               | 59,897 |
| 041068 | ヴァッレフォリア       | 14,950 |
| 041029 | モンドルフォ           | 14,283 |
| 041067 | ウルビーノ             | 13,749 |
| 041069 | コッリ・アル・メタウロ | 12,230 |
| 041015 | フォッソンブローネ     | 9,063  |
| 041014 | フェルミニャーノ       | 8,264  |
| 041010 | カルトチェート         | 8,008  |
| 041007 | カーリ                 | 7,955  |

21世紀に入って以降、以下のコムーネ統廃合 (it:Fusione di comuni italiani) が行われている。
2014年発足
- ヴァッレフォリア（サンタンジェロ・イン・リッツォーラとコルボルドロが合併）

2017年発足
- コッリ・アル・メタウロ（モンテマッジョーレ・アル・メタウロ、サルターラとセッルンガリーナが合併）
- テッレ・ロヴェレスケ（バルキ、オルチャーノ・ディ・ペーザロ、ピアッジェとサン・ジョルジョ・ディ・ペーザロが合併）

2019年発足
- サッソコルヴァーロ・アウディトーレ（アウディトーレとサッソコルヴァーロが合併）

2020年
- ペーザロが、モンテチッカルドを編入

また、以下のコムーネがペーザロ・エ・ウルビーノ県からリミニ県(エミリア＝ロマーニャ州)に移管されている。
2009年
- アルタ・ヴァルマレッキア地域の7コムーネ（カステルデルチ、マイオーロ、ノヴァフェルトリア、ペンナビッリ、サン・レーオ、サンターガタ・フェルトリア、タラメッロ）

2021年
- モンテコピオーロ、サッソフェルトリオ

### コムーネ共同体
広域行政組織である山岳部共同体に代わり、以下のコムーネ共同体がある。
- Unione montana del Catria e Nerone
- Unione montana Alta valle del Metauro
- Unione montana del Montefeltro
- Unione dei comuni Pian del Bruscolo
- Unione dei comuni Valle del Metauro
- Zona costiera

## 文化・観光

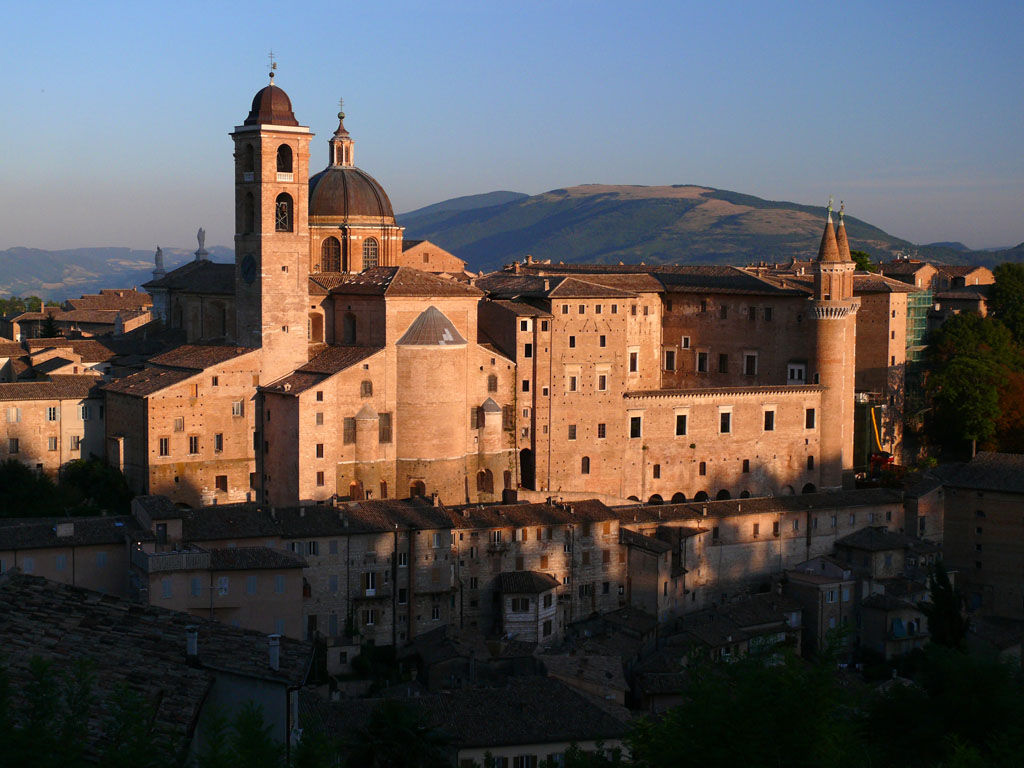
ウルビーノのドゥオーモとドゥカーレ宮殿

### 文化遺産
県には世界遺産が一つある。
- ウルビーノ歴史地区

### 食文化
州内で唯一のDOP認証を受けているチーズ、カショッタ・ドゥルビーノがある。

## スポーツ
県内に本拠を置くプロサッカークラブとしては以下がある。所属リーグは2012-13シーズン現在。
- アルマ・ユヴェントス・ファーノ1906（英語版） （ファーノ） - レガ・プロ2（4部リーグ）

## 交通

### 道路
高速道路（アウトストラーダ）
- アウトストラーダ A14
〔ボローニャ - リミニ〕 - ペーザロ - ファーノ - モンドルフォ - 〔アンコーナ - バーリ - ターラント〕

- SS73bis  (it:Strada statale 73 bis di Bocca Trabaria) 
ファーノ - フォッソンブローネ - ウルビーノ

主要な国道
- SS16 (it:Strada statale 16 Adriatica) 
〔パドヴァ - リミニ〕 - ペーザロ - ファーノ - モンドルフォ - 〔アンコーナ - バーリ - オトラント〕

- SP423
ペーザロ - ウルビーノ

### 鉄道
おおむね北および西を優先し、通過点もしくはその近傍の地名を示す。〔　〕内は県外。
- ボローニャ＝アンコーナ線 (it:Ferrovia Bologna-Ancona) 
〔ボローニャ - リミニ〕 - ペーザロ - ファーノ - モンドルフォ - 〔アンコーナ〕

### 港湾
- ペーザロ港 (it:Porto di Pesaro)
- ファーノ港 (it:Porto di Fano)

### 空港
ゼネラル・アビエーションの空港が、ファーノ (it:Aeroporto di Fano) にある。

## 人物

### 著名な出身者
- ドナト・ブラマンテ - ルネサンス期の建築家。フェルミニャーノ生まれ。
- ラファエロ・サンティ - ルネサンス期の画家・建築家。ウルビーノ生まれ。
- クレメンス11世 - ローマ教皇（在位：1700年 - 1721年）。ウルビーノ生まれ。
- ジョアキーノ・ロッシーニ - 19世紀の作曲家。ペーザロ生まれ。
- エンリコ・マッテイ - 20世紀の実業家・政治家。アックアラーニャ生まれ。
- アルナルド・フォルラーニ - 政治家、イタリア共和国首相。ペーザロ生まれ。
- バレンティーノ・ロッシ - オートバイレーサー。ウルビーノ生まれ。
- ラファエル・グアラッツィ - 歌手・ピアニスト。ウルビーノ生まれ。